# Dollar des États confédérés d'Amérique
Le dollar des États confédérés d'Amérique ($ ou C$) est la monnaie des États confédérés d'Amérique pendant la guerre de Sécession. Il est mis en circulation en avril 1861, alors que la Confédération n'a que deux mois et à la veille du déclenchement du conflit. Il n'est pas garanti par un stock d'or, mais sur la promesse de payer le porteur après la guerre, en faisant l'hypothèse d'une victoire du Sud et de son accès à l'indépendance.
Tandis que le sort de la guerre tourne contre les Confédérés, la confiance dans la monnaie s'effrite et l'inflation s'installe. À la fin de l'année 1863, le dollar confédéré (ou « Greyback », par opposition au dollar fédéral, le «  Greenback ») s'échange à 6 cents d'or, et continue à décroître.
Le « Greyback » est aujourd'hui un objet de collection recherché et existe dans de nombreuses versions, incluant des exemplaires imprimés par les États et par des banques locales. Les représentations de dirigeants confédérés, de dieux, de déesses et de scènes de la vie des esclaves, figurant sur ces billets imprimés à la hâte, parfois découpés aux ciseaux  et signés par des employés de bureau, continuent à alimenter les discussions dans le milieu des numismates, tandis que les contrefaçons elles-mêmes atteignent des prix élevés.

## Contexte
Le dollar confédéré, aussi appelé « Greyback » est une monnaie entrée en circulation pour la première fois en avril 1861 dans les États ayant quitté l'Union pour rejoindre la Confédération, alors que celle-ci n'a que deux mois et que la guerre de Sécession est sur le point d'éclater.
La plupart des billets confédérés portent en tête la mention suivante : « Six mois après la ratification du traité de paix entre les États confédérés et les États-Unis », suivie au milieu de : « Les États confédérés d'Amérique paieront [le montant du billet] au porteur » (ou  «... paieront au porteur [le montant du billet] » ou « ... paieront sur demande du porteur [le montant du billet] »).
Au début de la guerre, la monnaie confédérée est acceptée dans tous les États du Sud comme moyen de paiement, avec un fort pouvoir d'achat. À mesure que l'évolution des opérations militaires s'avère défavorable au Sud, la confiance en un succès final s'érode, la quantité de papier monnaie augmente, et la date de remboursement est repoussée. La monnaie subit une dépréciation et une augmentation des prix caractéristiques de l'inflation. À la fin de la guerre, une barre de savon coûte plus de 50 $ et un costume ordinaire 2 700 $.
À l'approche de la fin de la guerre, la monnaie confédérée n'a pratiquement plus aucune valeur comme moyen de paiement. Il s'agit en effet — comme cela avait été le cas pendant la guerre d'indépendance — de simples lettres de crédit, non garanties par une réserve métallique ou adossées à des actifs. La monnaie confédérée subit la même destinée que la monnaie émise par le Congrès continental.
Malgré la faible quantité d'or et d'argent à sa disposition, la Confédération aurait pu conserver une certaine valeur à sa monnaie, pendant quelque temps, en l'appuyant à des biens durables comme le coton ou le tabac. À  la fin de la guerre, quand la Confédération cesse d'exister en tant qu'entité politique, sa monnaie perd toute valeur fiduciaire.

## Effigies
Le Sud, ayant à sa disposition peu de graveurs et d'imprimeurs ayant des installations sécurisées, a souvent recours, dans ses premiers tirages, à des motifs sans rapport avec la monnaie : représentations abstraites de dieux et déesses (la Liberté, la Justice). Les thèmes chers au Sud prédominent, avec des dessins d'esclaves noirs, de navires et de personnalités historiques, notamment George Washington. Les gravures d'esclaves les dépeignent souvent souriant ou s'attelant avec joie à leur tâche. De nos jours, John Jones a réutilisé ces images dans une série de peintures acryliques grand format baptisée « La monnaie confédérée : la couleur de l'argent ».
Comme la plupart des graveurs et des matrices se trouvent dans le Nord, les imprimeurs du Sud doivent se contenter de transférer les motifs auxquels ils ont accès soit par procédé lithographique, soit par procédé offset. En raison des entraves au commerce et aux échanges imposées par le blocus de l'Union sur les ports confédérés, on constate de nombreuses variantes au niveau des motifs, de l'impression ou du papier.

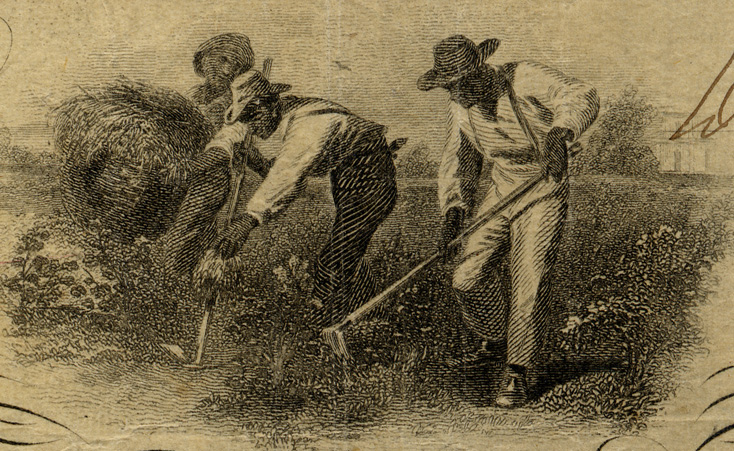
Esclaves travaillant aux champs, sur un billet de 100 $.

Parmi les personnalités représentées sur les billets, on trouve Andrew Jackson, John C. Calhoun, Christopher Memminger, Robert M. T. Hunter, Alexander H. Stephens, Jefferson Davis, Judah P. Benjamin, Clement Clay, George W. Randolph et Lucy Holcombe Pickens, l'épouse de Francis Wilkinson Pickens, gouverneur de Caroline du Sud,,,,. Il existe même un billet à l'effigie de George Washington.

## Signatures
Les billets du Trésor confédérés sont signés à la main par différents employés de bureau, à l'exception de ceux de 50 cents qui portent les signatures imprimées de Robert Tyler et d'Edward Elmore.
Les six premiers billets produits sont signés à la main par le Comptable et le Trésorier en personne. Les signatures manuelles sont alors considérées comme un moyen efficace de décourager la contrefaçon, mais le nombre de billets à signer ne permettant pas que chacun des deux hommes y appose sa signature lui-même, des femmes sont engagées pour signer au nom du Comptable et au nom du Trésorier ; plus de 200 employés sont ainsi recrutés pour signer à la place de chacun d'eux.

## Pièces de monnaie

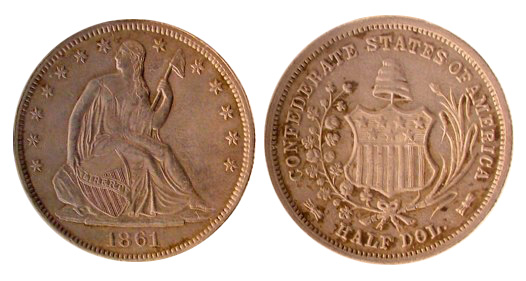
Un demi-dollar confédéré frappé à La Nouvelle-Orléans en 1861.

Alors que le conflit s'éternise, le coût de la guerre pèse lourd. Tous les métaux précieux disponibles dans la Confédération sont envoyés en Europe pour acheter du matériel de guerre. Les États Confédérés parviennent cependant à battre monnaie. En 1861, Robert Lovett Jr., de Philadelphie, est commissionné pour concevoir, graver et produire une pièce d'un cent pour la Confédération. Sur l'avers, il représente la tête de Minerve, qu'il avait déjà utilisée pour des cartes de visite commerciales. Les pièces sont frappées en cupronickel, selon le standard fédéral de l'époque pour les pièces d'un cent. Il en tire plusieurs échantillons (au nombre de 12 selon la tradition populaire, mais des recherches ont montré qu'il en existe 14). Craignant d'être poursuivi pour intelligence avec l'ennemi, il arrête son travail et cache pièces et matrices dans sa cave. Les matrices originales seront acquises plus tard et utilisées pour réaliser des retirages, d'abord par John W. Haseltine, puis, plus tard, par Robert S. Bashlow. Les matrices sont données au Smithsonian Institution par ce dernier en 1962.
Fin avril 1861, quatre pièces d'un demi-dollar confédéré sont frappées, avec une presse à main, par des employés de la Monnaie de La Nouvelle-Orléans. Comme la matrice de la pièce présente un relief accentué, un test d'emboutissage est fait pour voir si les pièces peuvent se libérer de la matrice, réalisée par un imprimeur offset (A.H.M. Peterson) de La Nouvelle-Orléans, novice dans la frappe de monnaie. L'avers de ces pièces est frappé en utilisant une matrice de l'Union (la Liberté assise) et le revers avec la matrice confédérée créée par Peterson. Ces pièces sont appelées « originales », et leur localisation est connue à ce jour.
À la suite d'un article sur les cent confédérés paru dans un journal de New York en 1879, Benjamin F. Taylor, M.D. (directeur de la Monnaie de La Nouvelle-Orléans, CSA) contacte le numismate Ebenezer Mason. Taylor informe Mason de l'existence du demi-dollar confédéré et de sa matrice. Mason achète la matrice et la pièce à Taylor et les revend à J.W. Scott, un numismate et philatéliste new-yorkais. Scott achète alors à une banque de New York 500 demi-dollars fédéraux, présentés comme ayant été frappés à la Monnaie de La Nouvelle-Orléans en 1861. Scott fait aplanir le revers de ces demi-dollars et y réalise une frappe unilatérale avec la matrice du demi-dollar confédéré. La face « Liberté assise » de ces pièces est aplatie en raison de la frappe réalisée sur l'autre face. De plus, Scott fait frapper 500 jetons en métal blanc, de la taille d'un demi-dollar, en utilisant la matrice confédérée et une matrice créée pour commémorer la réédition du demi-dollar confédérés. La matrice confédérée du demi-dollar disparaît pendant les années 1920 et elle n'est pas réapparue depuis.
Une tradition sans fondement historique raconte qu'un des quatre demi-dollars confédérés fut offert à Jefferson Davis, le président de la Confédération. Dans une lettre de 1879 à Ebenezer Mason, Davis confirme qu'un soldat de l'Union (un officier fédéral) a dérobé une pièce dans la malle de son épouse au moment de leur arrestation, mais il ne peut confirmer qu'il s'agit d'un des demi-dollars confédérés. Il s'agit plus vraisemblablement d'une des pièces de dix cents en or (Jefferson Davis dime) frappées par la Monnaie de Paris que Davis décrit, dans une lettre de 1880, au numismate Ed Frossard. Toutes les Jefferson Davis dimes connues sont en argent et proviennent de la Monnaie de Paris. La lettre de Davis est la seule référence connue à un spécimen en or, qui serait une édition spéciale de la pièce, réalisée pour Davis.

## Billets de banque

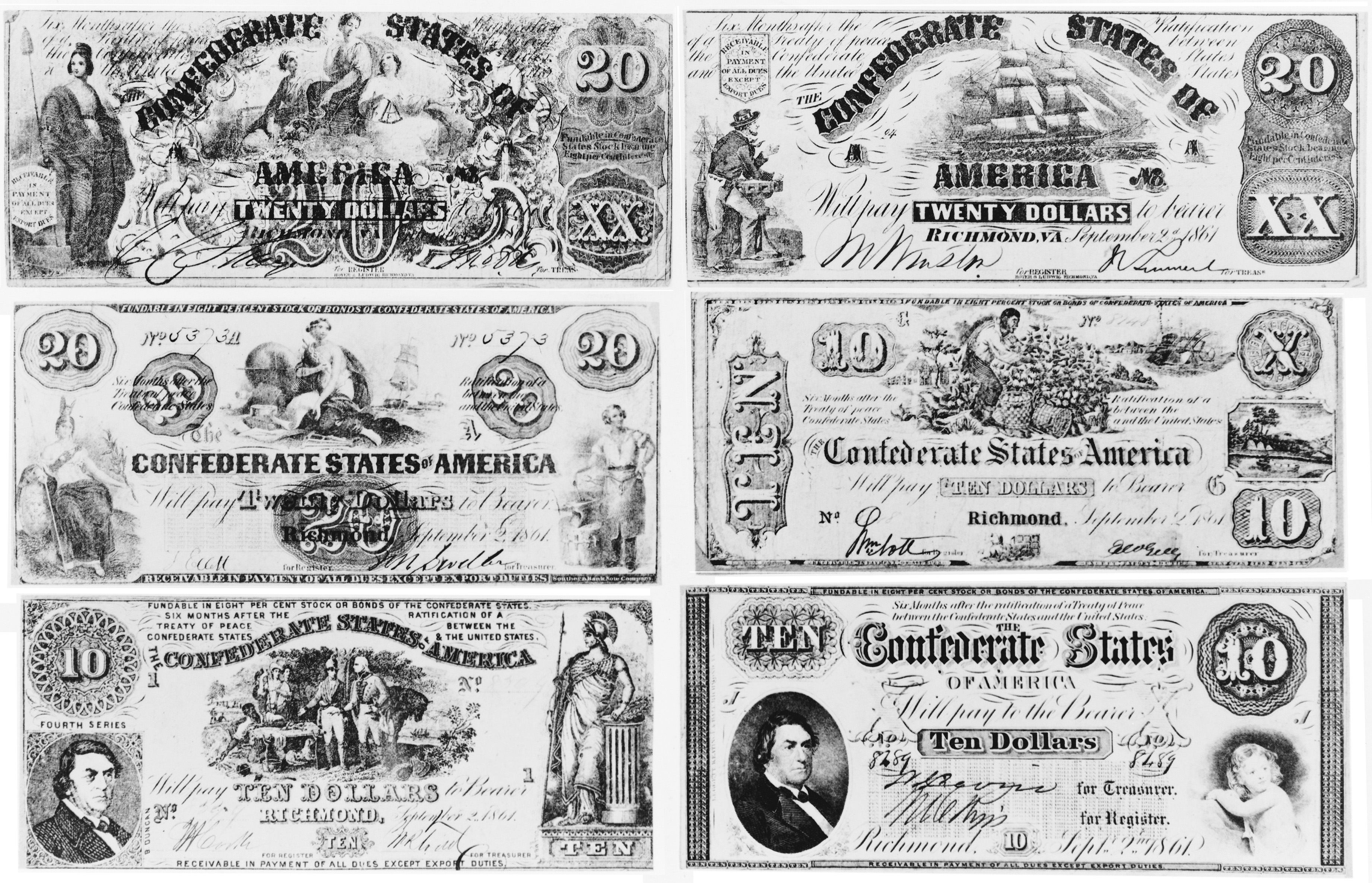
6 billets des États confédérés d'Amérique de 10 $ et 20 $

Les billets de banque confédérés ont une valeur faciale de 50 cents, 1 $, 2 $, 5 $, 10 $, 20 $, 50 $, 100 $, 500 $ et 1 000$ avec une variété de modèles, d'émetteurs et d'obligations remboursables. La quantité de monnaie produite pendant la mandature du Congrès confédéré s'élève à 1,7 milliard de dollars. Les billets ont été produits selon 72 types différents, en sept séries s'étalant de 1861 à 1864.
Comme il y a eu plusieurs types de billets confédérés ainsi que des billets produits par les États de la Confédération, et comme les banques pouvaient produire leurs propres billets, la contrefaçon était un problème majeur pour la Confédération. Plusieurs de ces contrefaçons de l'époque sont identifiables aujourd'hui et peuvent valoir autant qu'un billet non contrefait.
Les dollars et les pièces confédérés sont considérés comme un élément précieux de l'histoire américaine et font l'objet d'un commerce actif, avec un classement minutieux des dommages et des détériorations, comparable à celui des bibliophiles.

### Les premiers billets CSA imprimés en 1861
Sur décision du 9 mars 1861, le Trésor Confédéré a produit 1 000 000$ en billets à haute valeur faciale (50 $, 100 $, 500 $ et 1 000$). La production d'un million de dollar supplémentaire est autorisée par l'amendement du 3 août 1861 à l'acte original pour remplacer les billets existants (sous des valeurs faciales de 50 $ et 100 $).
| Valeur | Séries      | T   | Image | Portrait                                                                                       |
| ------ | ----------- | --- | ----- | ---------------------------------------------------------------------------------------------- |
| 1 000$ | 9 mars 1861 | T-1 |       | John C. Calhoun (gauche) Andrew Jackson (droite)                                               |
| 500$   | 9 mars 1861 | T-2 |       | Cérès Bovins s'abreuvant, convoi ferroviaire franchissant un pont                              |
| 100$   | 9 mars 1861 | T-3 |       | Cérès or Minerve Chemin de fer                                                                 |
| 50$    | 9 mars 1861 | T-4 |       | Esclaves travaillant dans un champ de coton                                                    |
| 100$   | 9 mars 1861 | T-5 |       | Allégories de la Justice (gauche) Minerve (droite) Chemin de fer sur le fleuve Hudson (centre) |
| 50$    | 9 mars 1861 | T-6 |       | Justice (gauche) Agriculture et Industrie (centre) George Washington (droite)                  |